# Louis Charles Delescluze

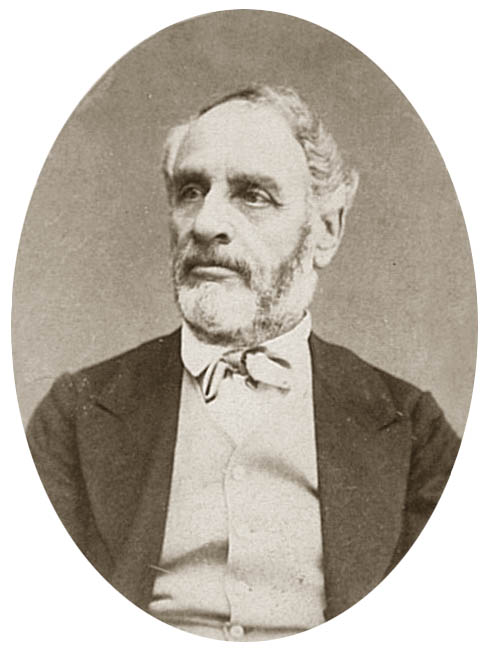
Louis Charles Delescluze

Louis Charles Delescluze (2 oktober 1809 - 25 maj 1871), fransk journalist och kommunist, aktiv under Pariskommunen 1871.
Efter juridiska studier i Paris ägnade Delescluze hela sitt liv åt revolutionär verksamhet. Han deltog i julirevolutionen 1830 och måste för sin kampanj mot kungadömet 1836 fly till Belgien men återvände efter revolutionen 1848. Samma år flydde han till Storbritannien. Då han 1853 i hemlighet besökte Paris, häktades han och dömdes till fängelse. 1859 års amnesti möjliggjorde för Delescluze att utge tidningen Réveil. Delescluze deltog i kommunupproret 1871 och blev Pariskommunens krigsminister. Han dödades vid en barrikadstrid i Paris. Delescluze utgav De Paris à Cayenne (1869).